# Krio (Volk)

Hauptverbreitungsgebiet der Krio im Westen von Sierra Leone

Die Krio, selten auch Sierra-Leone-Kreolen (englisch Sierra Leone Creole people), sind eine Volksgruppe im westafrikanischen Sierra Leone. Sie stellen (Stand 2015) mit knapp 95.000 Menschen zwar nur 1,2 Prozent der Gesamtbevölkerung, ihre Sprache hingegen, das Krio, ist Muttersprache von 1,265 Millionen Menschen und Hauptverkehrssprache Sierra Leones.
Sie sind zum größten Teil christlichen Glaubens.

## Herkunft
Die Krio sind direkte Nachfahren befreiter afroamerikanischer Sklaven, die sich zwischen 1787 und 1885 auf der Freetown Peninsula um die später von den Befreiten gegründete Hauptstadt Freetown ansiedelten. Wie die Ameriko-Liberianer im benachbarten Liberia haben die Krio neben schwarzafrikanischem auch europäisches Blut.

## Bekannte Krio
- Eunice Barber (* 1974), ehemalige französische Leichtathletin
- Samuel Coleridge-Taylor (1875–1912), englischer Komponist
- Ogunlade Davidson (1949–2022), Klimatologe
- Horace Dove-Edwin (* 1967), ehemaliger Leichtathlet
- Fannyann Eddy (1974–2004), Menschenrechtsaktivistin
- Ryan Giggs (* 1973), ehemaliger walisischer Fußballspieler
- Albert Jarrett (* 1984), Fußballer
- Thomas Peters (1738–1792), faktischer Gründer von Freetown
- Liam Rosenior (* 1984), ehemaliger englischer Fußballer
- Rodney Strasser (* 1990), Fußballer
- Valentine Strasser (* 1967), ehemaliges Staatsoberhaupt Sierra Leones